# Ely Boissin
Pour les articles homonymes, voir Boissin.
Ely Boissin ou Élie Boissin, né le 18 août 1936 à Mazargues, est un écrivain et peintre français auteur de nombreux ouvrages principalement sur la mer.

## Biographie
Ely Boissin est né le 18 août 1936 à Mazargues.

## Publications
- Paréos et chasse sous-marine, Caen, Éditions de l'Archipel, 1963 (ASIN B0014Y6T5G)
- Secrets d'épaves, Rueil-Malmaison, Éditions du Pen Duick, 1977, 222 p. (ISBN 978-2-85513-010-1, LCCN 79396691), Prix des grands voyageurs
- Plongez libre !, Paris, Éditions du Pen Duick, 1977, 149 p. (ISBN 978-2-85513-008-8, OCLC 53729080)
- Guide pratique de la plaisance en mer : Et vogue la plaisance, Amphora, 1984, 181 p. (ISBN 978-2-85180-084-8)
- ABC de la chasse sous-marine  (ill. Marcel Bourgeois (ichtyologiste)), Paris, S. Bornemann, 1984, 78 p. (ISBN 978-2-85182-180-5)
- Guide de la plaisance sur les canaux : Du Havre au golfe de Fos, Paris, Amphora, 1985, 238 p. (ISBN 978-2-85180-091-6)
- Guide des 200 plus belles escales de Méditerranée, Paris, Amphora, 1985, 238 p. (ISBN 978-2-85180-096-1)
- Le minot, Paul keruel, 1988 (ASIN B003DET7AO)
- Mystères et histoires des Calanques, Le Chaffaut-Saint-Jurson, Terradou, 1990, 206 p. (ISBN 978-2-907389-11-2, OCLC 312078066)
- Princesse, L'Aventure vécue d'une chienne amoureuse, Terradou, 1991 (ASIN B00CR1J0V0)
- Nouvelles bases de la plongée libre, Flammarion, 1992, 139 p. (ISBN 978-2-08-200265-3)
- Ma Provence, Barras, Éditions Terradou, 1994 (ISBN 978-2-907389-71-6, 2-907389-71-8 et 9782907389716, OCLC 32553125, LCCN 95152416)
- Faits de vague et de vent, Terradou Posseidon, 1997 (ASIN B00TS9J28K) Prix du Roman Maritime)
- Noël en Provence, Gambais, éditions Du Bastberg, 12 octobre 1998, 28 p. (ISBN 978-2-906458-83-3), Prix des éditeurs régionaux
- Histoires et recettes du cabanon en Provence, Romorantin, CPE, 2000, 159 p. (ISBN 978-2-84503-057-2)
- Le Livre d’Or de la Provence, Marseille, Éditions Autres Temps, 23 avril 2002, 193 p. (ISBN 978-2-84521-114-8)
- Mémoire de Marseille - (du mythe à la réalité) Dmpr
- Pour les beaux yeux d'une langouste - Dmpr  (ISBN 978-2-7466-6832-4)
- Pour le doux sourire d'un homard - Dmpr  (ISBN 978-2-9551581-0-4)
- Pour l'amour des poissons à plumes - Dmpr
- Pour le piquant d'un oursin chauve -

## Pièces de Théâtre
- Dis...c'est quand l'été ?
- A fendre l'âme
- Boissinnades d'automne
- Ma femme à moi
- Délits de printemps
- Mon cher voisin
- Faits Divers
- Jamais pendant le service
- Si l'on faisait une photo ?
- Et pour quelques pêchés de plus
- Quand les poissons auront des plumes !
- Souriez on va vous encadrer
- Que des gros Maux
- La complainte du Pénis

## Peintre
Elie Boissin a peint une œuvre de 60 tableaux sur « Marseille Maritime aux siècles derniers » (de -540 à 1950), œuvre présentée dans le 3e musée de Provence, la Maison de l'Artisanat et des Métiers d'Art en 2009. En 2010, il réalise une fresque géante de 70 tableaux où il se penche sur les grands évènements historiques de la capitale de la Méditerranée.
Exposition : Musée Bargemon - Marseille-  L-ouvre complète (ou presque) du peintre réunissant une centaine d’œuvres.